# Liga polska w piłce nożnej (1928)
I Liga w piłce nożnej 1928 – 2. edycja najwyższej klasy rozgrywkowej w Polsce. Tytuł obroniła Wisła Kraków. Tytuł króla strzelców zdobył Ludwik Gintel, który w barwach klubu Cracovia strzelił 28 goli.
| Poziomy rozgrywkowe w sezonie 1928 | Poziomy rozgrywkowe w sezonie 1928 | Poziomy rozgrywkowe w sezonie 1928 |
| Rozgrywki                          | P                                  | Nazwa                              |
| ---------------------------------- | ---------------------------------- | ---------------------------------- |
| Centralne                          | I                                  | Liga                               |
| Okręgowe (10 okręgów)              | II                                 | A Klasa                            |
| Okręgowe (10 okręgów)              | III                                | B klasa                            |
| Okręgowe (10 okręgów)              | IV                                 | C klasa                            |

## Drużyny
| Uczestnicy poprzedniej edycji                                                                                 | Uczestnicy poprzedniej edycji | Uczestnicy poprzedniej edycji | Uczestnicy poprzedniej edycji |
| --- | ----------------------------- | ----------------------------- | ----------------------------- |
| WKR | Wisła Kraków                  | 1                             |                               |
| KAT | 1. FC Katowice                | 2                             |                               |
| WAR | Warta Poznań                  | 3                             |                               |
| PGL | Pogoń Lwów                    | 4                             |                               |
| LEG | Legia Warszawa                | 5                             |                               |
| KTŁ | Klub Turystów Łódź            | 6                             |                               |
| ŁKS | ŁKS Łódź                      | 7                             |                               |
| PWA | Polonia Warszawa              | 8                             |                               |
| CZL | Czarni Lwów                   | 9                             |                               |
| TKS | TKS Toruń                     | 10                            |                               |
| HAS | Hasmonea Lwów                 | 11                            |                               |
| RCH | Ruch Wielkie Hajduki          | 12                            |                               |
| WAW | Warszawianka                  | 13                            |                               |
| Awans z klasy A 1927                                                                                          |                               |                               |                               |
| po eliminacjach                                                                                               |                               |                               |                               |
| ŚCE | Śląsk Świętochłowice          | 1                             |                               |
| Drużyna dokooptowana                                                                                          |                               |                               |                               |
| CRA | Cracovia                      | —                             |                               |
| Oznaczenia: - kolumna pierwsza – skróty nazw drużyn, - kolumna trzecia – miejsce zajęte w poprzednim sezonie. |                               |                               |                               |

Uwaga: TKS Toruń wycofał się z rozgrywek po rozegraniu 19 spotkań.

## Tabela
| Lp. | Drużyna                  | M  | Z  | R | P  | Bramki | Bramki | Stos. | Pkt | Uwagi             |
| --- | ------------------------ | -- | -- | - | -- | ------ | ------ | ----- | --- | ----------------- |
| 1   | Wisła Kraków (M)         | 28 | 20 | 2 | 6  | 98     | 36     | 2,722 | 42  |                   |
| 2   | Warta Poznań             | 28 | 16 | 8 | 4  | 63     | 39     | 1,615 | 40  |                   |
| 3   | Legia Warszawa           | 28 | 17 | 2 | 9  | 77     | 43     | 1,791 | 36  |                   |
| 4   | Cracovia                 | 28 | 15 | 6 | 7  | 70     | 42     | 1,667 | 36  |                   |
| 5   | 1. FC Katowice           | 28 | 16 | 3 | 9  | 64     | 49     | 1,306 | 35  |                   |
| 6   | Pogoń Lwów               | 28 | 14 | 3 | 11 | 61     | 55     | 1,109 | 31  |                   |
| 7   | Polonia Warszawa         | 28 | 14 | 2 | 12 | 63     | 61     | 1,033 | 30  |                   |
| 8   | Czarni Lwów              | 28 | 13 | 3 | 12 | 54     | 51     | 1,059 | 29  |                   |
| 9   | Klub Turystów Łódź       | 28 | 13 | 3 | 12 | 51     | 49     | 1,041 | 29  |                   |
| 10  | Warszawianka             | 28 | 11 | 7 | 10 | 50     | 60     | 0,833 | 29  |                   |
| 11  | ŁKS Łódź                 | 28 | 10 | 5 | 13 | 58     | 57     | 1,018 | 25  |                   |
| 12  | Ruch Wielkie Hajduki     | 28 | 10 | 5 | 13 | 43     | 54     | 0,796 | 25  |                   |
| 13  | Hasmonea Lwów (S)        | 28 | 6  | 3 | 19 | 43     | 71     | 0,606 | 15  | Spadek do klasy A |
| 14  | Śląsk Świętochłowice (S) | 28 | 5  | 2 | 21 | 29     | 86     | 0,337 | 12  | Spadek do klasy A |
| 15  | TKS Toruń1 (S)           | 28 | 2  | 2 | 24 | 28     | 99     | 0,283 | 6   | Spadek do klasy A |

## Wyniki
```
                               
W.K
  
W.P
  
L.W
  
Cra
  
1FC
  
P.L
  
P.W
  
C.L
  
KTŁ
  
War
  
ŁKS
  
R.C
  
H.L
  
Ś.Ś
  
TKS

Wisła Kraków
                   xxx  3-2  2-1  5-1  3-2  6-1  7-2  3-0  5-0  6-2  2-4  4-0  4-1  9-2  9-0

Warta Poznań
                   2-0  xxx  6-2  3-0  3-1  3-2  4-1  2-1  0-1  2-1  3-2  1-0  2-2 *3-0  2-2

Legia Warszawa
                 1-0  0-1  xxx  3-2  4-3  7-0  3-0  1-2  4-1  4-2  3-0  5-0  7-1  3-1  1-2

Cracovia
                       2-1  5-2  2-0  xxx  6-1  3-1  0-1  6-0  5-1  1-1  7-1  2-2  3-2  2-1 *3-0

1. FC Katowice
                 1-1  2-1  4-1  1-1  xxx  1-0  0-2  2-4  2-1  2-0  1-0  4-0  5-0  5-0  5-3

Pogoń Lwów
                     0-2  1-1  1-1  3-2  1-2  xxx  4-3  4-0  3-2  0-1  4-3  2-1  2-0  4-0 *3-0

Polonia Warszawa
               2-7  1-3  4-3  1-3  1-3  3-2  xxx  1-0  2-1  3-3  3-0  3-4  5-0  8-0 *3-0

Czarni Lwów
                    2-3  2-3  0-1  4-3  2-3  1-1  3-0  xxx  4-1  3-0  3-1  1-0 *3-0 *3-0  2-0

Klub Turystów Łódź
             0-3  1-3  3-1  1-1  3-2  5-4  5-0  3-0  xxx  3-0  1-1  0-0  3-2  2-1 *3-0

Warszawianka
                   2-1  1-1  1-7  1-1 *3-0  3-0  1-1  3-3  3-2  xxx  0-5  3-1  0-3  3-2 *3-0

ŁKS Łódź
                       2-1  2-2  0-1  0-0  0-3  1-5  2-0  2-0  1-0  3-3  xxx  1-2  2-2  8-3  6-0

Ruch Wielkie Hajduki
           1-1  2-2  0-2  4-1  1-2  1-3  1-2  3-3  2-1  4-1  2-4  xxx  2-1  1-0  2-1

Hasmonea Lwów
                  0-1  1-3  2-2  0-2  4-2  0-3  1-4  1-3  0-1 *0-3  3-1  3-4  xxx *0-3  5-1

Śląsk Świętochłowice
           1-2  1-1  1-4 *0-3  1-1 *0-3 *0-3  4-2 *0-3  0-1  1-6  1-0  0-6  xxx *3-0

TKS Toruń
                      2-7  2-2  2-5  2-3  3-4  3-4  1-4 *0-3 *0-3  2-5  2-0 *0-3 *0-3 *0-3  xxx 
 
* *
walkower

* Mecz 
Legia
 - 
Czarni
 przerwany w 39 minucie z powodu deszczu, dokończony innego dnia
* Mecz 
ŁKS
 - 
Pogoń
 zakończony w 84 minucie.
* Mecz 
ŁKS
 - 
Wisła
 (2:1) przerwany w 64 minucie i dokończony następnego dnia.
* Mecze TKS - Śląsk 7-0, TKS - Klub Turystów 2-0 (verified only by Radoń), Śląsk - Polonia 1-1, Czarni - Śląsk 2-1, 
  Śląsk - Pogoń 3-4 (przerwany w 82 minucie), Śląsk - Cracovia 0-1 i Hasmonea - Śląsk 4-0 zweryfikowane na walkowery.
* Oba mecze 
Śląsk
 - 
Hasmonea
 rozegrane we 
Lwowie

* 
Hasmonea Lwów
 opuściła ostatni mecz sezonu z 
Warszawianką

* 
TKS Toruń
 wycofał się w trakcie sezonu.
```

## Najlepsi Strzelcy
| Gole | Strzelcy      | Drużyny        |
| ---- | ------------- | -------------- |
| 28   | Ludwik Gintel | Cracovia       |
| 27   | Henryk Reyman | Wisła Kraków   |
| 26   | Marian Łańko  | Legia Warszawa |

## Klasyfikacja medalowa

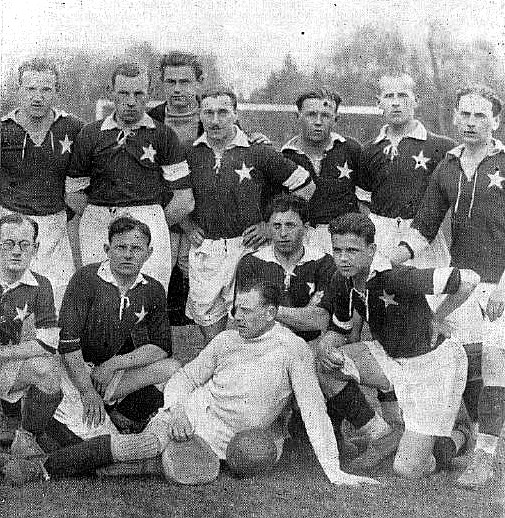
Mistrzowska drużyna Wisły Kraków

Tabela obejmuje wyłącznie pierwszą piątkę klasyfikacji.
|    | Klub             |   |   |   |
| -- | ---------------- | - | - | - |
| 1. | Pogoń Lwów       | 4 | 0 | 0 |
| 2. | Wisła Kraków     | 2 | 1 | 1 |
| 3. | Cracovia         | 1 | 0 | 1 |
| 4. | Warta Poznań     | 0 | 3 | 4 |
| 5. | Polonia Warszawa | 0 | 2 | 1 |